# 會計師2
《會計師2》（英語：The Accountant 2）是一部2025年美國動作驚悚片，由蓋文·歐唐納執導，比爾·迪比克編劇。本片為2016年電影《會計師》的續集，班·艾佛列克、強·柏恩瑟、J·K·西蒙斯和辛西亞·阿黛-羅賓森回歸飾演各自原有的角色，丹妮拉·皮內達與艾莉森·羅柏森（Allison Robertson）也加入了主演陣容。電影講述克里斯汀·沃夫（Christian Wolff，艾佛列克飾演）在一位舊識慘遭謀殺後，與弟弟布萊斯頓（Braxton，柏恩瑟飾演）聯手，協助財政部幹員瑪莉貝絲·麥迪納（Marybeth Medina，阿黛-羅賓森飾演）破解謀殺案中的未解之謎。
本片2025年3月8日於西南偏南影展首映，2025年4月25日在美國上映，亞馬遜米高梅工作室負責美國發行。

## 剧情
前金融犯罪执法网络（FinCEN）总监雷蒙德·金与神秘女刺客安奈丝会面，请求其协助寻找一个萨尔瓦多家庭，他仅提供了一张该家庭父母及其年幼儿子的旧照片作为线索。安奈丝未对金的请求作出回应，但警告他已被跟踪。在随后发生的枪战中，金不幸遇刺身亡，而安奈丝则安然无恙地离去。金的 protégée（受提携者）兼现任FinCEN总监玛丽贝丝·梅迪纳在辨认金的遗体时，发现其手臂上写有“找到会计师”（find the accountant）的字样，遂决定接手调查此案。
梅迪纳尽管对克里斯蒂安·沃尔夫从事的非法活动抱持不信任态度，但仍向其寻求帮助以寻找照片中的家庭。沃尔夫通过信息整合，揭示了该家庭从萨尔瓦多逃往洛杉矶的艰难历程，途中遭遇了诸多险境。受命刺杀安奈丝和金的男子科布向其上级伯克汇报了情况，伯克指示科布继续追捕安奈丝，以防止她察觉伯克此前对她所采取的行动。
克里斯蒂安邀请了他关系疏远的兄弟、同为刺客的布拉克斯顿参与此案的调查。与此同时，仍居住于新罕布什尔州、曾与克里斯蒂安相遇的设施中的贾丝婷，与一群患有自闭症的儿童合作，利用黑客技术为克里斯蒂安提供支持。该团队成功获取了一张安奈丝的照片，但未能确认其具体身份。梅迪纳因对团队采用的非法手段感到不安而选择退出。她根据金的一份报告前往一家医院进行调查，并在那里发现安奈丝正是照片中的那位母亲。据查，安奈丝曾遭遇严重事故导致失忆，之后发展出高超的格斗技能并逃脱。杀手经纪人巴图针对梅迪纳下达了刺杀合约，但该合约被布拉克斯顿拒绝。贾丝婷随后向沃尔夫发出警示，沃尔夫赶到现场时，梅迪纳已被安奈丝所伤。
布拉克斯顿与克里斯蒂安意识到，安奈丝尚在人世且患有自闭症的儿子阿尔贝托，正与其他人口贩卖受害者的子女一同被囚禁于墨西哥华雷斯的一个营地内，与家人被迫分离。兄弟二人对该营地发起了突袭，在消灭科布及其他守卫后，成功解救了阿尔贝托及所有被囚禁的儿童。贾丝婷通过对巴图施压，迫使其取消了针对梅迪纳的刺杀合约。安奈丝在恢复部分记忆后，确认伯克即是囚禁其子并杀害其丈夫于华雷斯的元凶。她找到了藏匿中的伯克，并将其杀死。事件尾声，贾丝婷与自闭症儿童们准备在新罕布什尔州的设施中迎接阿尔贝托的到来，而布拉克斯顿与克里斯蒂安则计划进行一次兄弟间的露营旅行。

## 演員
- 班·艾佛列克飾演克里斯汀·沃夫（Christian Wolff）：患有自閉症的會計師，為世上的危險罪犯們洗錢。
- 強·柏恩瑟飾演布萊斯頓·「布萊克斯」·沃夫（Braxton "Brax" Wolff）：克里斯汀之弟，經營保護大企業家的保全公司。
- 辛西亞·阿黛-羅賓森飾演瑪莉貝絲·麥迪納（Marybeth Medina）：年輕的財政部幹員，追蹤著克里斯汀。
- 丹妮拉·皮內達飾演亞奈斯（Anaïs）
- 艾莉森·羅柏森（Allison Robertson）飾演贾丝婷（Justine）
- J·K·西蒙斯飾演雷·金恩（Ray King）：美國財政部金融犯罪执法局主任，曾在一次任務中接觸過克里斯汀。
- 勞勃·摩根（英语：Robert Morgan (actor)）飾演柏克（Burke）
- 格蘭特·哈維（英语：Grant Harvey）飾演柯布（Cobb）
- 安德魯·霍華（英语：Andrew Howard）飾演巴圖（Batu）

## 製作
2017年6月，《會計師》的續集被媒體宣布正在開發中，班·艾佛列克將繼續飾演其角色，比爾·迪比克和蓋文·歐唐納分別回歸編劇、導演。到了2020年2月，艾佛列克證實開發工作仍在進行中，製片方已考慮將正在開發的獨立劇本開發成《會計師2》。該演員也有意將《會計師》發展出影集版。2021年9月，歐康納透露續集正在開發中，有可能推出第三部。強·柏恩瑟也將回歸演出。2024年，J·K·西蒙斯和辛西亞·阿黛-羅賓森確認回歸演出，丹妮拉·皮內達、艾莉森·羅柏森（Allison Robertson）、勞勃·摩根及格蘭特·哈維加入演出陣容，飾演新角色。
《會計師2》2024年3月25日在加利福尼亞州展開主要拍攝，西默斯·麥葛維回歸擔任攝影指導。2024年2月，亞馬遜米高梅工作室從華納兄弟影業那接手美國發行權，並獲得了估計1000萬美元的達標支出金及稅務折抵。華納兄弟透過與該公司達成的現有協議，將繼續作為本片的國際發行商參與其中。電影於同年8月16日宣告殺青。

## 發行
《會計師2》2025年3月8日於西南偏南影展首映。電影2025年4月25日在美國上映，亞馬遜米高梅工作室負責美國發行。華納兄弟影業則負責國際市場的發行。

## 反響

### 評價
根据評論匯總网站爛番茄汇总的207篇评论文章，76%的评论家给予该作正面评价，平均打分为6.4分（满分10分）。该网站总结的评论家共识是“《會計師2》在前作的基礎上融入了班·艾佛列克與強·博恩瑟的搭檔喜劇化學反應，堪稱值得一看的好電影。”。在Metacritic上，42位影評人共給予了58分的分數（滿分100分），這部電影獲得了「評價褒貶不一或一般」。

### 票房
《會計師2》在美國和加拿大，與《直到黎明》、擴大上映的《奧奇傳奇》以及重映的《星際大戰三部曲：西斯大帝的復仇》同時上映，業界預計本片於首映週末能從3610家戲院中獲得2000萬至2500萬美元的票房。本片首日票房收入940萬美元，其中包括預映票房250萬美元。首映票房開盤達2450萬美元，位居當週票房排名第三，排於《罪人》及《星際大戰三部曲：西斯大帝的復仇》之後。
| 上一届： 《MINECRAFT麥塊電影》 | 2025年台北週末票房冠軍 第17週 | 下一届： 《雷霆特攻隊*》 |

## 未來
2021年9月，歐康納透露計劃將《會計師》擴展為電影三部曲。他將第三部電影稱之為「硬漢版的《雨人》」，是以雙角色為主的伙伴片。

## 外部連結
- 互联网电影数据库（IMDb）上《會計師2》的资料（英文）
- 爛番茄上《會計師2》的資料（英文）
- Box Office Mojo上《會計師2》的资料（英文）
- AllMovie上《會計師2》的资料（英文）
- Metacritic上《會計師2》的資料（英文）
- 開眼電影網上《會計師2》的資料（繁體中文）
- 豆瓣电影上《會計師2》的資料 （简体中文）
- 时光网上《會計師2》的資料（简体中文）